# Injecció de combustible
La injecció de combustible  és un sistema d'alimentació de motors de combustió interna, alternatiu al carburador en els motors d'explosió, que és el que usen pràcticament tots els automòbils europeus des de 1990, a causa de l'obligació de reduir les emissions contaminants i perquè sigui possible i durador l'ús del catalitzador a través d'un ajust òptim del factor lambda.
El sistema d'alimentació de combustible i formació de la barreja complementa en els motors Otto al sistema d'encesa del motor, que és el que s'encarrega de desencadenar la combustió de la barreja aire/combustible.
Aquest sistema és utilitzat, obligatòriament, en el cicle dièsel des de sempre, ja que el combustible ha de ser injectat dins de la cambra en el moment de la combustió (encara que no sempre la cambra està sobre el cap del pistó).
En els motors de gasolina actualment està desterrat el carburador a favor de la injecció, ja que permet una millor dosificació del combustible i sobretot des de l'aplicació del comandament electrònic per mitjà d'un calculador que utilitza la informació de diversos sensors col·locats sobre el motor per manejar les diferents fases de funcionament, sempre obeint les sol·licituds del conductor en primer lloc i les normes d'anticontaminació en un segon lloc.

## Sistemes d'injecció

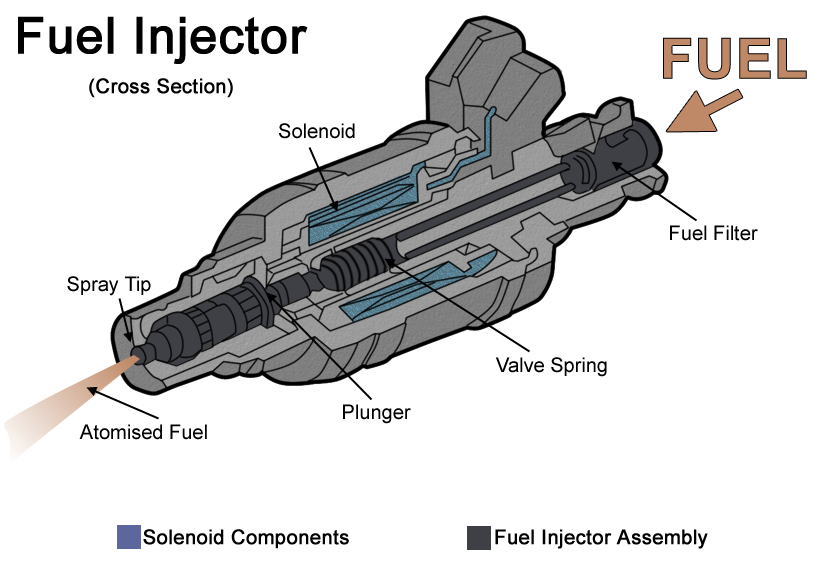
injector de gasolina (comandament electrònic)

En un principi s'usava injecció mecànica però actualment la injecció electrònica comú fins i tot en motors dièsel.
Els sistemes d'injecció es divideixen en:

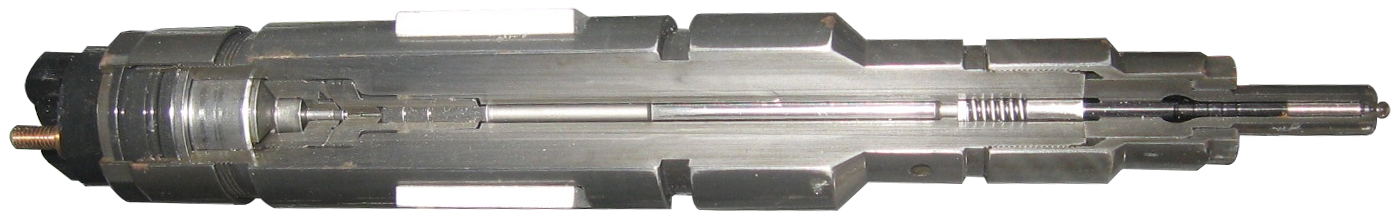
injector dièsel (comandament electrònic)

- Injecció de gasolina multipunt i monopunt: Per estalviar costos a vegades s'utilitzava un sol injector per a tots els cilindres, és a dir, monopunt, en comptes d'un per cada cilindre, o multipunt. Actualment, ia causa de les normes d'anticontaminació existents en la gran majoria dels països, la injecció monopunt ha caigut en desús.
- Directa i indirecta. En els motors de gasolina és indirecta si es polvoritza el combustible al col·lector d'admissió en comptes de dins de la cambra de combustió o sigui en el cilindre. En els dièsel, en canvi, es denomina indirecta si s'injecta dins d'una precambra que es troba connectada a la cambra de combustió o cambra principal que usualment en les injeccions directes es troben dins dels caps dels pistons.

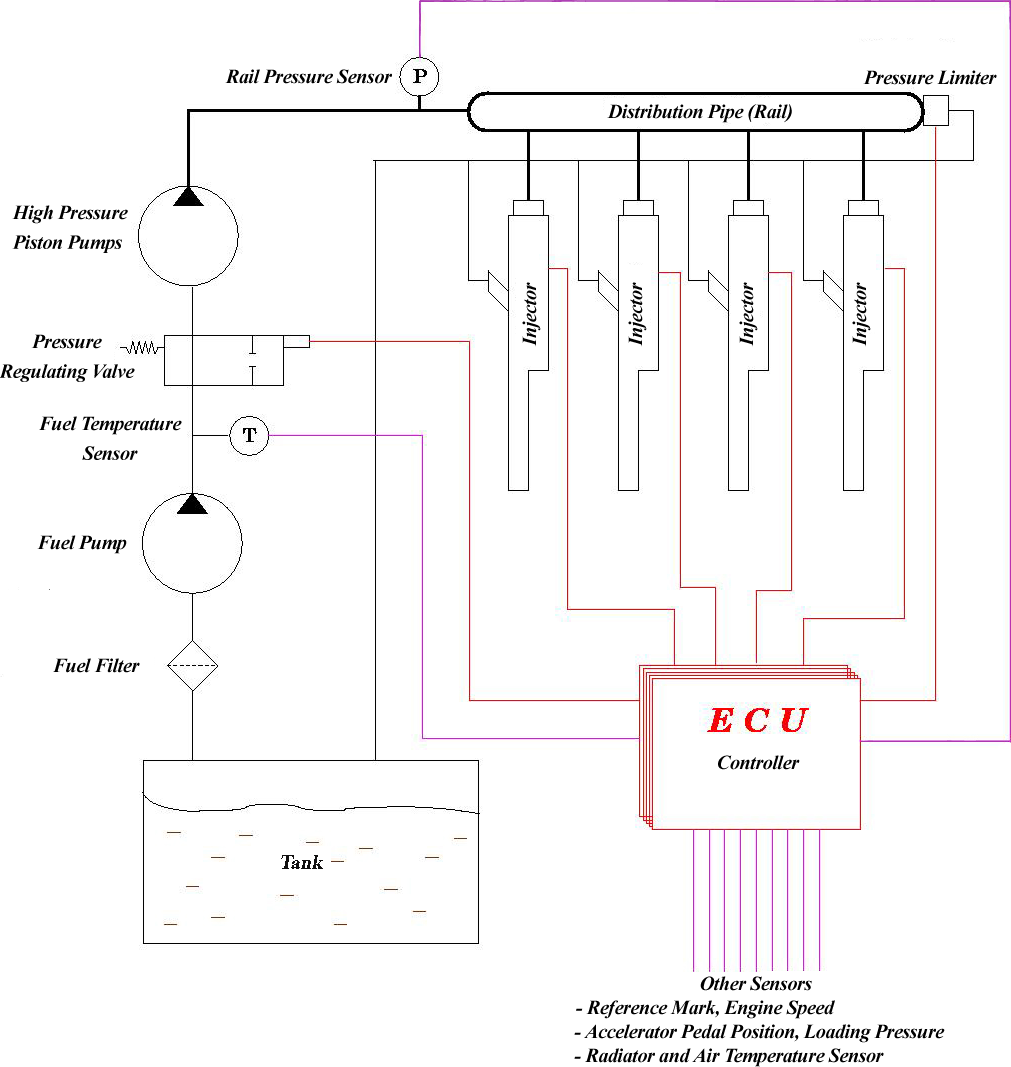
diagrama d'una injecció dièsel common rail

Gràcies a l'electrònica d'avui en dia, són indiscutibles els avantatges de la injecció electrònica. És important aclarir que avui en dia tots els càlculs electrònics d'Injecció (majorment coneguts com a ECU o ECM) també fan servir la part de l'encesa del motor en el procés de la combustió. A part de tenir un mapa d'injecció per a totes les circumstàncies de càrrega i règim del motor, aquest sistema permet algunes tècniques com el tall de l'encesa en acceleració (per evitar que el motor es revolucioni excessivament), i el tall de la injecció a l'aturar el vehicle amb el motor, o desaccelerar, per augmentar la retenció, evitar la despesa innecessària de combustible i principalment evitar la contaminació.
En els motors dièsel el combustible ha d'estar més polvoritzat perquè s'ha de barrejar en un lapse menor i perquè la combustió del mateix sigui completa. Un motor de gasolina té tota la carrera d'admissió i la de compressió per a barrejar-se, en canvi un dièsel durant les carreres d'admissió i compressió només hi ha aire en el cilindre. Quan s'arriba al final de la compressió, l'aire ha estat comprimit i, per tant, té una elevada pressió i temperatura la qual permeten que en injectar el combustible, aquest pugui inflamar. A causa de les altes pressions regnants a la cambra de combustió s'han dissenyat entre altres sistemes, el common-rail i l'element bomba-injector per tal d'obtenir millors resultats en termes de rendiment, economia de combustible i reducció de contaminants. 

## Mapa d'injecció
El mapa d'injecció  de combustible d'un automòbil a gasolina o dièsel és una cartografia o diverses, segons la tecnologia que equipi al vehicle, en les quals es troben gràfics en tres dimensions (tres eixos x, y, z) i determinen els punts de funcionament del motor, mentre que el que executa i comprova totes aquestes dades és el calculador d'injecció de combustible.
Una cartografia simple i característica de les primeres injeccions de  gasolina  controlades electrònicament és la que involucra els següents paràmetres:
- Paràmetres fonamentals :  pressió o cabal d'aire  d'admissió, com a paràmetre "x" i  règim motor  com a paràmetre "y", donant com a resultat un  temps d'injecció  donat "z". Aquests són els dos   paràmetres de base.  que defineixen el que s'anomena càrrega motor.

Pel que fa a les injeccions  dièsel , la cartografia es basa en:
- Paràmetres fonamentals :  Posició del pedal accelerador  com a paràmetre "x", i  Règim motor  com a paràmetre "y", donant com a resultat una  pressió d'injecció  "z" combinada amb un  temps d'injecció  " tu ". En aquest cas estem parlant d'un mapa de 4 dimensions. Addicionalment i perquè es pugui produir l'arrencada és necessària una tercera informació, és  Fase del motor  per determinar a quin injector li toca injectar, dels dos cilindres que es troben paral·lels en fase de  fi d'escapament  i  fi de compressió  respectivament.

- paràmetres de correcció, sent el més important el de  temperatura del motor . Aquesta dada arriba al calculador electrònic des d'un sensor a la culata, i corregeix el valor bàsic del temps d'injecció calculat en la cartografia, augmentant tant més com més fred sigui el motor. La seva influència és nul quan el motor està a temperatura de funcionament.

Un altre paràmetre de correcció molt important en els motors de gasolina és el de la  posició de la papallona , per corregir la barreja al ralentí i a plena càrrega, així com detectar la rapidesa de l'acceleració i enriquir la mescla en conseqüència. Aquesta dada prové d'un altre sensor, el potenciòmetre de papallona.
Finalment i en els últims anys en què s'ha imposat el catalitzador hi ha la  sonda d'oxigen  o sonda lambda, que corregeix permanentment el temps d'injecció en un marge molt estret, per obtenir el màxim rendiment del catalitzador.
Els actuals calculadors d'injecció electrònics, per a motors tant dièsel com de benzina, tenen àmplies i variades cartografies de funcionament per a cada etapa del motor, fins i tot hi ha cartografies especialment dissenyades per funcionar en cas de detecció de fallada d'un element del sistema d'injecció, permetent al conductor acostar-se al concessionari o taller més proper amb la tranquil·litat que no li passarà res perjudicial al motor. Per exemple donen els motors de benzina, l'absència de senyal o desviació excessiva de la mateixa en el paràmetre "cabal o pressió d'aire d'admissió" permet ser substituïda pel sensor de posició de papallona.
El senyal de  règim motor , essencial per a la  sincronització , no permet ser substituïda un cop desapareix. El motor s'atura.

## Relacionat
- Injecció directa
- Injecció indirecta